# Тамбах-Дитарц
Тамбах-Дитарц (нем. Tambach-Dietharz) — город в Германии, в земле Тюрингия.
Расположен в Тюрингенском Лесу. Входит в состав района Гота. Население составляет 4126 человек (на 31 декабря 2010 года). Занимает площадь 41,54 км². Официальный код — 16 0 67 065.

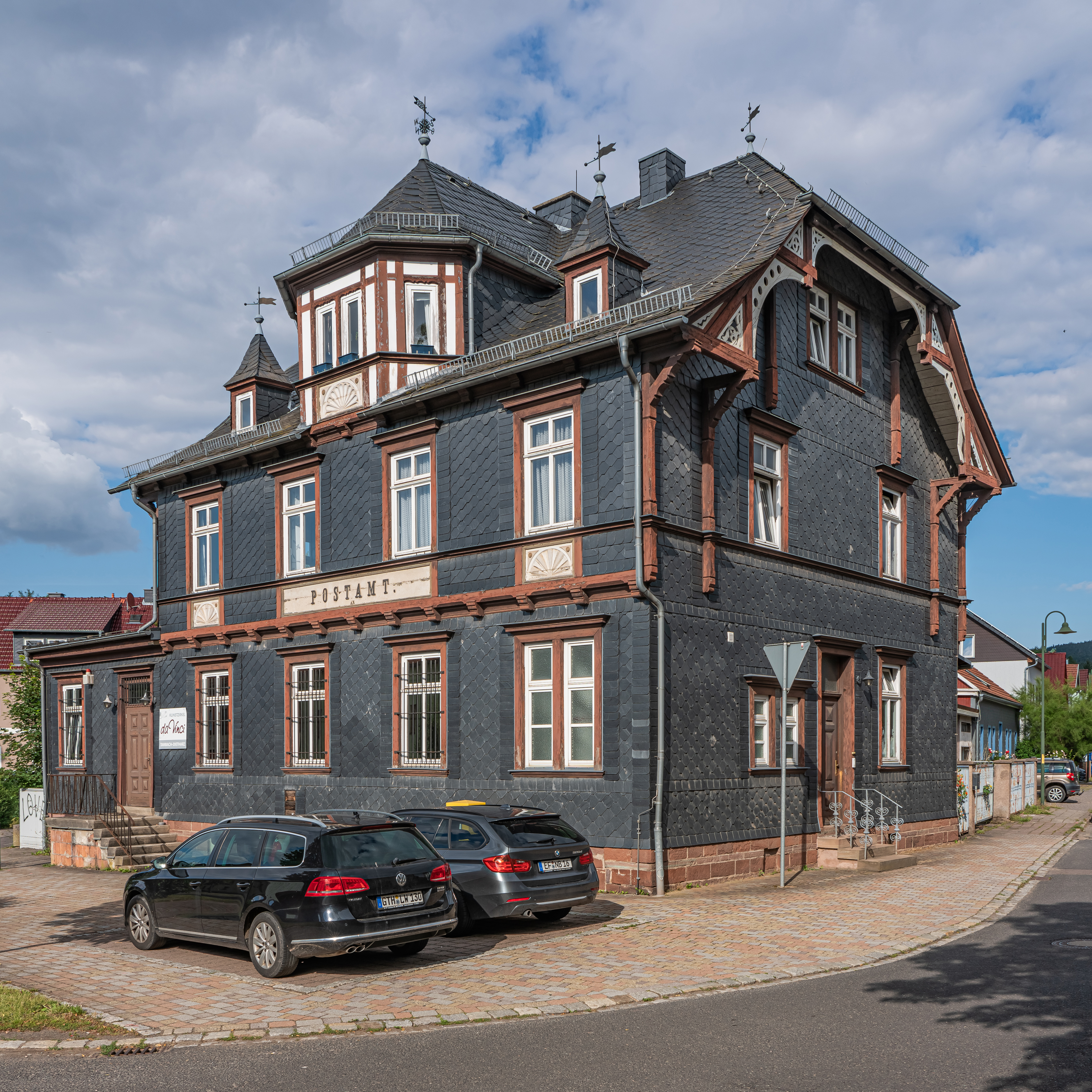
Старый почтамт
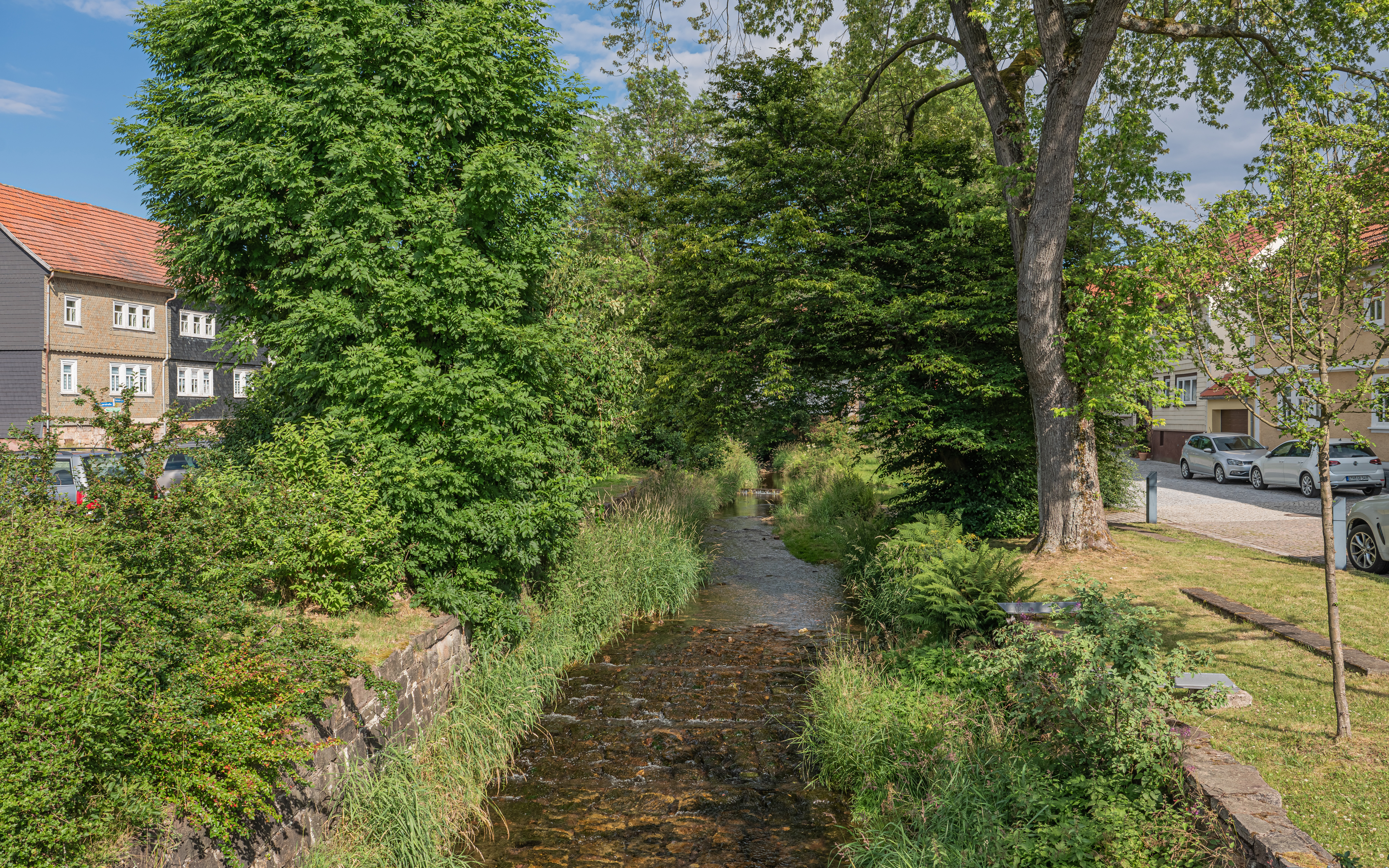
Река Апфельштедт в Тамбах-Дитарце
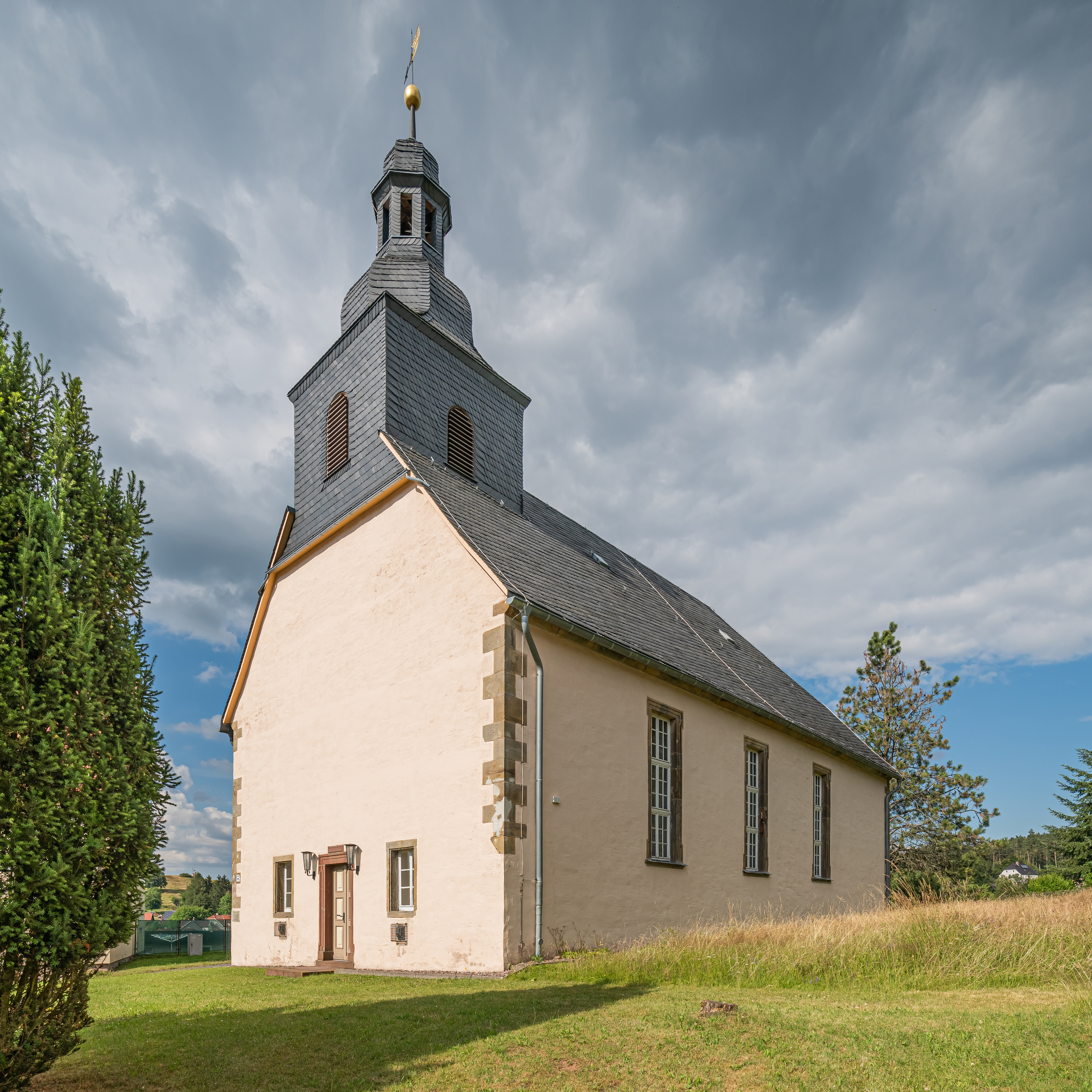
Кирха